# Axiodes dami
Axiodes dami là một loài bướm đêm trong họ Geometridae.